# Handebol nos Jogos Olímpicos de Verão de 1992
O handebol nos Jogos Olímpicos de Verão de 1992 foi realizado em Barcelona, na Espanha.

## Masculino
| Ouro | Prata | Bronze |
| EUN Equipa Unificada Andrey Barbashinsky Serhiy Bebeshko Igor Chumak Talant Duyshebaev Dmitry Filippov Yuriy Gavrilov Valery Gopin Vyacheslav Gorpishin Oleg Grebnev Oleg Kiselyov Vasily Kudinov Andrey Lavrov Andrey Minevski Pavel Sukosyan Igor Vasilev Mikhail Yakimovich | SWE Suécia Magnus Andersson Robert Andersson Anders Bäckegren Per Carlén Magnus Cato Erik Hajas Robert Hedin Patrik Liljestrand Ola Lindgren Mats Olsson Staffan Olsson Axel Sjöblad Tommy Souraniemi Tomas Svensson Pierre Thorsson Magnus Wislander | FRA França Philippe Debureau Philippe Gardent Denis Lathoud Pascal Mahé Philippe Médard Gaël Monthurel Laurent Munier Frédéric Perez Alain Portes Thierry Perreux Éric Quintin Jackson Richardson Stéphane Stoecklin Jean-Luc Thiébaut Denis Tristant Frédéric Volle |

### Primeira fase
Na primeira fase, as duas equipes mais bem colocadas em cada grupo avançavam as semifinais. As demais partiam para as partidas de classificação que determinariam suas posições finais.

#### Grupo A
| Equipe             | Pts | J | V | E | D | GP  | GC  |
| ------------------ | --- | - | - | - | - | --- | --- |
| SWE Suécia         | 10  | 5 | 5 | 0 | 0 | 120 | 86  |
| ISL Islândia       | 7   | 5 | 3 | 1 | 1 | 101 | 99  |
| KOR Coreia do Sul  | 6   | 5 | 3 | 0 | 2 | 114 | 117 |
| HUN Hungria        | 4   | 5 | 2 | 0 | 3 | 102 | 108 |
| TCH Checoslováquia | 3   | 5 | 1 | 1 | 3 | 94  | 92  |
| BRA Brasil         | 0   | 5 | 0 | 0 | 5 | 96  | 125 |

| 27 de julho    |       |                |
| Suécia         | 20–14 | Checoslováquia |
| Islândia       | 19–18 | Brasil         |
| Hungria        | 18–22 | Coréia do Sul  |
| 29 de julho    |       |                |
| Coréia do Sul  | 18–28 | Suécia         |
| Brasil         | 21–27 | Hungria        |
| Checoslováquia | 16–16 | Islândia       |
| 31 de julho    |       |                |
| Checoslováquia | 19–20 | Coréia do Sul  |
| Islândia       | 22–16 | Hungria        |
| Suécia         | 22–15 | Brasil         |
| 2 de agosto    |       |                |
| Islândia       | 26–24 | Coréia do Sul  |
| Hungria        | 21–25 | Suécia         |
| Brasil         | 16–27 | Checoslováquia |
| 4 de agosto    |       |                |
| Hungria        | 20–18 | Checoslováquia |
| Coréia do Sul  | 30–26 | Brasil         |
| Suécia         | 25–18 | Islândia       |

#### Grupo B
| Equipe               | Pts | J | V | E | D | GP  | GC  |
| -------------------- | --- | - | - | - | - | --- | --- |
| EUN Equipa Unificada | 10  | 5 | 5 | 0 | 0 | 121 | 98  |
| FRA França           | 8   | 5 | 4 | 0 | 1 | 111 | 98  |
| ESP Espanha          | 6   | 5 | 3 | 0 | 2 | 97  | 98  |
| ROM Romênia          | 3   | 5 | 1 | 1 | 3 | 107 | 115 |
| GER Alemanha         | 3   | 5 | 1 | 1 | 3 | 97  | 103 |
| EGY Egito            | 0   | 5 | 0 | 0 | 5 | 92  | 113 |

| 27 de julho      |       |                  |
| Romênia          | 22–21 | Egito            |
| Equipe Unificada | 25–15 | Alemanha         |
| Espanha          | 16–18 | França           |
| 29 de julho      |       |                  |
| França           | 22–23 | Equipe Unificada |
| Alemanha         | 20–20 | Romênia          |
| Egito            | 18–23 | Espanha          |
| 31 de julho      |       |                  |
| Equipe Unificada | 22–18 | Egito            |
| Alemanha         | 20–23 | França           |
| Romênia          | 20–21 | Espanha          |
| 2 de agosto      |       |                  |
| Romênia          | 20–26 | França           |
| Egito            | 16–24 | Alemanha         |
| Espanha          | 18–24 | Equipe Unificada |
| 4 de agosto      |       |                  |
| França           | 22–19 | Egito            |
| Equipe Unificada | 27–25 | Romênia          |
| Espanha          | 19–18 | Alemanha         |

### Classificação 5º-12º lugares

#### 11º-12º lugar
| 7 de agosto |       |        |
| Egito       | 27–24 | Brasil |

#### 9º-10º lugar
| 7 de agosto    |       |          |
| Checoslováquia | 20–19 | Alemanha |

#### 7º-8º lugar
| 7 de agosto |       |         |
| Romênia     | 19–23 | Hungria |

#### 5º-6º lugar
| 7 de agosto   |       |         |
| Coréia do Sul | 21–36 | Espanha |

### Fase final
|  | Semifinais           | Semifinais           |    |                   | Final             | Final |  |
|  |                      |                      |    |                   |                   |       |  |
|  | 6 de agosto, 1992    |                      |    |                   |                   |       |  |
|  | SWE Suécia           | 25                   |    |                   |                   |       |  |
|  | FRA França           | 22                   |    |                   |                   |       |  |
|  |                      |                      |    |                   |                   |       |  |
|  |                      |                      |    |                   | 8 de agosto, 1992 |       |  |
|  |                      |                      |    |                   | SWE Suécia        | 20    |  |
|  |                      | EUN Equipa Unificada | 22 |                   |                   |       |  |
|  |                      |                      |    |                   |                   |       |  |
|  |                      |                      |    |                   |                   |       |  |
|  |                      |                      |    |                   | 3º lugar          |       |  |
|  | 6 de agosto, 1992    | 6 de agosto, 1992    |    | 8 de agosto, 1992 | 8 de agosto, 1992 |       |  |
|  | EUN Equipa Unificada | 23                   |    | FRA França        | 24                |       |  |
|  | ISL Islândia         | 19                   |    |                   | ISL Islândia      | 20    |  |

### Classificação final
| Pos. | País                 |
| ---- | -------------------- |
|      | EUN Equipa Unificada |
|      | SWE Suécia           |
|      | FRA França           |
| 4    | ISL Islândia         |
| 5    | ESP Espanha          |
| 6    | KOR Coreia do Sul    |
| 7    | HUN Hungria          |
| 8    | ROM Romênia          |
| 9    | TCH Checoslováquia   |
| 10   | GER Alemanha         |
| 11   | EGY Egito            |
| 12   | BRA Brasil           |

## Feminino
| Ouro | Prata | Bronze |
| KOR Coreia do Sul Cha Jae-Kyung Han Hyun-Sook Han Sun-Hee Hong Jeong-ho Jang Ri-Ra Kim Hwa-Sook Lee Ho-Youn Lee Mi-Young Lim O-Kyeong Min Hye-Sook Moon Hyang-Ja Nam Eun-Young Oh Sung-Ok Park Jeong-Lim Park Kap-Sook | NOR Noruega Hege Kirsti Frøseth Tonje Sagstuen Hanne Hogness Heidi Sundal Susann Goksør Cathrine Svendsen Mona Dahle Siri Eftedal Henriette Henriksen Ingrid Steen Karin Pettersen Annette Skotvoll Kristine Duvholt Heidi Tjugum | EUN Equipa Unificada Natalya Anisimova Maryna Bazanova Svetlana Bogdanova Galina Borzenkova Natalya Deryugina Tatyana Djandjgava Lyudmila Gudz Elina Guseva Tetyana Horb Larisa Kiselyova Natalya Morskova Galina Onoprienko Svetlana Pryakhina |

### Primeira fase
Na primeira fase, as duas equipes mais bem colocadas em cada grupo avançavam as semifinais. As demais partiam para as partidas de classificação que determinariam suas posições finais.

#### Grupo A
| Equipe               | Pts | J | V | E | D | GP | GC |
| -------------------- | --- | - | - | - | - | -- | -- |
| EUN Equipa Unificada | 6   | 3 | 3 | 0 | 0 | 77 | 56 |
| GER Alemanha         | 4   | 3 | 2 | 0 | 1 | 86 | 61 |
| USA Estados Unidos   | 2   | 3 | 1 | 0 | 2 | 55 | 76 |
| NGR Nigéria          | 0   | 3 | 0 | 0 | 3 | 56 | 81 |

| 30 de julho      |       |                  |
| Alemanha         | 32–17 | Nigéria          |
| Equipe Unificada | 23–18 | Estados Unidos   |
| 1 de agosto      |       |                  |
| Nigéria          | 18–26 | Equipe Unificada |
| Estados Unidos   | 16–32 | Alemanha         |
| 3 de agosto      |       |                  |
| Estados Unidos   | 23–21 | Nigéria          |
| Equipe Unificada | 28–22 | Alemanha         |

#### Grupo B
| Equipe            | Pts | J | V | E | D | GP | GC |
| ----------------- | --- | - | - | - | - | -- | -- |
| KOR Coreia do Sul | 5   | 3 | 2 | 1 | 0 | 82 | 61 |
| NOR Noruega       | 4   | 3 | 2 | 0 | 1 | 55 | 60 |
| AUT Áustria       | 3   | 3 | 1 | 1 | 1 | 64 | 62 |
| ESP Espanha       | 0   | 3 | 0 | 0 | 3 | 50 | 68 |

| 30 de julho   |       |               |
| Áustria       | 20–16 | Espanha       |
| Noruega       | 16–27 | Coréia do Sul |
| 1 de agosto   |       |               |
| Espanha       | 16–20 | Noruega       |
| Coréia do Sul | 27–27 | Áustria       |
| 3 de agosto   |       |               |
| Noruega       | 19–17 | Áustria       |
| Coréia do Sul | 28–18 | Espanha       |

### Classificação 5º-8º lugares

#### 7º-8º lugar
| 7 de agosto |       |         |
| Espanha     | 26–17 | Nigéria |

#### 5º-6º lugar
| 7 de agosto    |       |         |
| Estados Unidos | 17–26 | Áustria |

### Fase final
|  | Semifinais           | Semifinais        |    |                      | Final             | Final |  |
|  |                      |                   |    |                      |                   |       |  |
|  | 6 de agosto, 1992    |                   |    |                      |                   |       |  |
|  | EUN Equipa Unificada | 23                |    |                      |                   |       |  |
|  | NOR Noruega          | 24                |    |                      |                   |       |  |
|  |                      |                   |    |                      |                   |       |  |
|  |                      |                   |    |                      | 8 de agosto, 1992 |       |  |
|  |                      |                   |    |                      | NOR Noruega       | 21    |  |
|  |                      | KOR Coreia do Sul | 28 |                      |                   |       |  |
|  |                      |                   |    |                      |                   |       |  |
|  |                      |                   |    |                      |                   |       |  |
|  |                      |                   |    |                      | 3º lugar          |       |  |
|  | 6 de agosto, 1992    | 6 de agosto, 1992 |    | 8 de agosto, 1992    | 8 de agosto, 1992 |       |  |
|  | KOR Coreia do Sul    | 26                |    | EUN Equipa Unificada | 24                |       |  |
|  | GER Alemanha         | 25                |    |                      | GER Alemanha      | 20    |  |

### Classificação final
| Pos. | País                 |
| ---- | -------------------- |
|      | KOR Coreia do Sul    |
|      | NOR Noruega          |
|      | EUN Equipa Unificada |
| 4    | GER Alemanha         |
| 5    | AUT Áustria          |
| 6    | USA Estados Unidos   |
| 7    | ESP Espanha          |
| 8    | NGR Nigéria          |